# Charles de Basse-Lotharingie
Pour les articles homonymes, voir Charles de Lorraine et Charles Ier de Lorraine.
Titres
Prétendant au trône de Francie occidentale
22 mai 987 – 12 juin 991
(4 ans et 21 jours)
Duc de Basse-Lotharingie
977 – 12 juin 991
Charles de Basse-Lotharingie, né à Laon durant l'été 953 et mort le 12 juin 991 à Orléans, est un prince carolingien, fils du roi Louis IV d'Outremer et de Gerberge de Saxe. Il fut duc de Basse-Lotharingie de 977 à 991 et prétendant au royaume des Francs de 987 à 991. On le nomme également Charles de Lorraine, bien que la Lorraine corresponde à la Haute-Lotharingie alors qu'il était duc de Basse-Lotharingie. Plutôt que « de Lorraine », il serait donc plus juste de l'appeler « de Lothier » mais les ducs de Lorraine descendants des Carolingiens par son intermédiaire le considèrent comme duc de Lorraine à part entière afin d'apparaître comme les continuateurs des Carolingiens. D'ailleurs, les ducs prénommés Charles par la suite se numérotent à partir de lui.

## Biographie
Il a un frère jumeau nommé Henri mort peu de temps après son baptême.

### Charles écarté de la royauté à la mort deLouisIV
En 954, à la mort du roi Louis IV et bien que ce dernier ait peut-être envisagé de conférer à Charles la royauté, pour la première fois lors d'une dévolution dans laquelle l'hérédité joue le premier rôle, la tradition de partage du royaume des Francs entre les fils ne prévaut pas. Lothaire, frère aîné de Charles, succède à Louis IV. C'est une nouveauté dans la succession royale héréditaire depuis la fondation du royaume des Francs à l'époque mérovingienne. Charles n'est donc pas roi à la mort de son père. Les historiens expliquent parfois la dévolution du titre royal au seul Lothaire par la faiblesse de l'institution royale mais cet argument ne peut expliquer que prévale également la solution unitaire dans le royaume de Francie orientale où la puissance et le prestige de la royauté sont forts.
De fait, l'affaiblissement du principe héréditaire au profit du bénéfice électif a consacré le principe unitaire, le choix répété de rois en dehors de la dynastie carolingienne excluant nécessairement cette pratique des partages née de la seule hérédité. Le renforcement de l'idéologie unitaire dont Jonas d'Orléans et Agobard de Lyon s'étaient fait les porte-parole a pu jouer également un rôle.
Les accidents généalogiques, en ne laissant après les morts des pères que des fils uniques, ont également renforcé la structure verticale patrilinéaire, aussi bien chez les Robertiens que chez les Carolingiens.

### Charles chassé du royaume des Francs
En 976, l'empereur Otton II ayant exclu de leur héritage paternel les comtes Régnier IV de Mons et Lambert Ier de Louvain, Charles rejoint avec une armée celle qu'Hugues Capet et Otton de Vermandois avaient fait marcher au secours des comtes. Une grande bataille, qui reste indécise, est livrée devant Mons,.
Or, Charles escompte profiter de l'opération pour établir sa situation en Lotharingie. Son intérêt est alors que soit rompue la bonne entente entre le roi son frère et la maison d'Ardenne, très puissante en Lotharingie et à laquelle appartiennent l'archichancelier Adalbéron de Reims et son homonyme Adalbéron de Laon. La maison d'Ardenne est dévouée à l'empereur et roi de Germanie Otton II.
En 977, il accuse l'épouse de Lothaire, la reine Emma d'Italie, d'infidélité avec l'évêque de Laon Adalbéron. Le concile de Sainte-Macre réuni à Fismes absout les accusés faute de preuves, mais Charles, qui entretient les rumeurs, est chassé du royaume par son frère. La famille d'Ardenne et le parti Lotharingien, favorables à l'entente avec Otton II, semble toute puissante à la cour du roi Lothaire.

### Charles duc de Basse-Lotharingie
Otton II commet alors une maladresse en restituant le comté de Hainaut aux fils de Régnier III et nommant Charles duc de Basse-Lotharingie, région correspondant à la moitié nord de la Lotharingie, distincte de la Haute-Lotharingie depuis la fin des années 950. En effet, par ces honneurs, il offense le roi des Francs. Il lui aurait également promis son aide contre Lothaire.
Au mois d'août 978, Lothaire, accompagné de Hugues Capet et son frère Henri de Bourgogne mène une expédition contre Otton II. Il prend Aix-la-Chapelle, mais ne peut s'emparer ni d'Otton, ni de Charles. Après avoir laissé ses guerriers piller le palais et ses environs pendant trois jours, Lothaire bat en retraite après avoir fait replacer l'aigle de bronze qui décorait le sommet du palais dans sa direction originelle, face à l'est, contre le pays saxon, alors qu'Otton Ier, lui-même d'origine saxonne, avait retourné vers l'ouest et le royaume des Francs occidentaux.
En représailles, Otton II, accompagné de Charles, envahit la France en octobre 978, ravage les régions de Reims, Soissons et Laon. Lothaire doit s'enfuir, et Charles est proclamé roi des Francs à Laon par l'évêque Thierry Ier, cousin germain le l'empereur Otton Ier. Otton poursuit Lothaire jusqu'à Paris, où il se retrouve face à l'armée d'Hugues Capet. Le 30 novembre 978, Otton et Charles, incapables de prendre Paris, lèvent le siège de la ville et font demi-tour. L'ost royal les poursuit, reprend Laon, et oblige Charles et Otton II à s'enfuir et à se réfugier à Aix-la-Chapelle.
La conduite de Charles pourrait avoir nui à son image et ainsi contribué à l'échec de sa tentative de s'emparer du trône franc à la mort de son neveu Louis V. Sa participation aux entreprises d'Otton, le fait qu'il se soit reconnu son vassal sur des terres revendiquées par son frère, ont pu le faire apparaître comme un traître à sa lignée et indigne du royaume, même si les changements de camp n'étaient pas rares.

### Un soutien des entreprises lotharingiennes du roi Lothaire
En 983, l'empereur Otton II meurt laissant le trône de Francie orientale à son fils Otton III. Se présentant comme le tuteur de ce dernier, le duc de Bavière Henri le Querelleur, cherche à imposer son pouvoir. Adalbéron de Reims, soucieux d'appuyer Otton III et sa mère l'impératrice Théophano Skleraina, cherche à convaincre Lothaire de le soutenir. Il lui laisse entendre que Lothaire pourrait récupérer la Lotharingie. Le roi des Francs revendique la tutelle de son neveu et la garde (avouerie) de la Lotharingie. Grâce à Adalbéron de Reims, Lothaire obtient l'hommage de plusieurs grands de Lotharingie dont Godefroy de Verdun de la maison d'Ardenne. À cette occasion, il réconcilie Charles et Lothaire, son frère. Charles espère alors obtenir également la Haute-Lotharingie, gouvernée par une régente, Béatrice, épouse du défunt duc Ferry de Haute-Lotharingie et sœur d'Hugues Capet. Lothaire espère alors passer de la garde de la Lotharingie à la souveraineté sur cette terre en s'appuyant sur Charles qui en deviendrait le duc. Néanmoins, l'échec rapide d'Henri le Querelleur fit échouer le projet.
En 985, le roi Lothaire décide de s'emparer de la Lotharingie. Il envahit le duché, assiège Verdun au mois de mars, s'empare de la ville et y fait plusieurs prisonniers : le comte Godefroy Ier (frère d'Adalbéron de Reims), Frédéric (fils de Godefroy Ier), Sigefroid de Luxembourg (oncle de Godefroy) et Thierry, duc de Haute-Lotharingie (neveu d'Hugues Capet). Désireux d'affaiblir la maison d'Ardenne acquise au roi de Germanie et à l'Empire, il décide de mettre en accusation Adalbéron de Reims. Une lettre de Gerbert d'Aurillac fait état d'un conventus Francorum, une assemblée des grands du royaume franc réunis à Compiègne le 11 mai 985. Charles participe à cette assemblée avec les comtes Régnier IV de Hainaut et Herbert le jeune de Troyes. Hugues Capet intervient avec une armée et disperse la réunion, peut-être moins pour venir en aide à Adalbéron de Reims que pour dissuader Lothaire et Charles d'entreprendre une action contre la haute Lotharingie affaiblie par la capture de son jeune duc Thierry.
Après la mort imprévue du roi Lothaire en 986, Charles aurait cherché à dissuader son neveu Louis V d'engager une politique trop agressive à l'égard de la maison d'Ardenne. Charles aurait été motivé par la volonté de ne pas heurter la cour de Germanie pour conserver son duché de Basse-Lotharingie.

### Charles évincé du trône franc

#### Élection d'Hugues Capet
À la mort de Louis V, Charles se rapproche vainement d'Adalbéron de Reims pour obtenir son soutien avant la réunion de l'assemblée des grands du royaume franc et l'élection du nouveau roi. En tant que duc des Francs, Hugues Capet préside cette assemblée qui se réunit à Senlis. Selon Richer, Adalbéron exprime dans un discours son soutien à Hugues Capet, s'en prenant à Charles qui s'était « abaissé et dégradé au point de servir sous les ordres d'un roi étranger ». Le fait qu'Adalbéron de Reims ait été lui-même dévoué à la cour de Germanie permet de contester qu'un tel discours ait jamais été prononcé, d'autant qu'Adalbéron, en favorisant Hugues Capet, travaille objectivement à détacher la Lotharingie du royaume franc pour assurer la suprématie de l'empire. Cependant, si Charles s'était rapproché de son frère le roi Lothaire dans les dernières années de son règne, le souvenir qu'il avait cherché à le renverser en s'alliant avec Otton II et qu'il avait été chassé du royaume à l'issue de cette tentative grâce à la coalition des grands du royaume franc, a contribué à donner de lui l'image d'un traître. L'argument cité par Richer est cependant révélateur de la naissance d'un sentiment national. De plus, les rumeurs qu'il colporta contre sa belle-sœur et son mariage avec une femme issue de la classe des vassaux ont pu être des obstacles à son élection. Quoi qu'il en soit, Adalbéron de Reims était avant tout dévoué à la dynastie ottonienne.
L'éviction des Carolingiens garantirait l'abandon des prétentions sur la Lotharingie, royaume objet des ambitions de la lignée des rois carolingiens de l'Ouest, descendants de Charles II le Chauve. Adalbéron de Reims imagine sans doute que la venue d'une dynastie non impériale et sans droit sur la Lotharingie est censée favoriser la toute-puissance de l'empire d'Otton III. De fait, les Capétiens ne développent pas de politique expansionniste active vers l'Est avant plusieurs siècles,. Par la suite, Hugues et ses successeurs ne se comportent pas en créatures de l'Empire, ils doivent leur accession au trône franc à l'enracinement et au prestige de leur lignée,.

#### Réaction de Charles
Des grands du royaume franc comme l'archevêque Seguin de Sens ou le comte Albert Ier de Vermandois n'approuvent pas l'élection d'Hugues Capet. En mai 988, Charles engage la lutte et s'empare de Laon, la capitale royale des derniers Carolingiens. Par la même occasion, il fait arrêter deux de ses plus farouches adversaires, la reine Emma et l'évêque Adalbéron de Laon. Il fait renforcer les fortifications et fait venir des vivres du Vermandois, dont le comte Herbert III semble le soutenir.
Hugues Capet réunit alors un synode d'évêques pour excommunier Charles, puis une armée pour assiéger Laon. Charles, assiégé dans la ville à l'été 988, réalise une sortie victorieuse, forçant l'armée royale à fuir en désordre. Un deuxième siège, mené en octobre 988, échoue très rapidement. Une lettre d'Hugues Capet à l'impératrice Théophano laisse entendre que le Capétien a envisagé une négociation avec le Carolingien. Charles refuse cette proposition qui prévoit la libération de ses prisonniers et la remise d'otages en échange de l'abandon de Laon. Charles n'est pas prêt à se contenter de Laon ; il aspire à la royauté de ses ancêtres. À cette fin il cherche à se rapprocher d'Adalbéron de Reims.
Adalbéron de Laon ayant réussi à s'enfuir, Charles contrôle néanmoins fermement le Laonnois. En décembre 988, il libère la reine Emma, puis à la fin de 988 et au début de 989, lance une série d'offensives qui lui permettent de s'emparer de la forteresse royale de Montaigu, d'envahir le Soissonnais et de se rapprocher de Reims.
À la suite de la mort d'Adalbéron de Reims en janvier 989, Hugues Capet, soucieux d'arriver à un accord avec Charles, fait nommer archevêque de Reims le neveu de ce dernier, Arnoul, fils naturel du roi Lothaire, à condition que celui-ci reconnaisse sa royauté. Arnoul s'empresse de livrer Reims à son oncle au début de l'automne 989. Charles tient alors Laon et Reims et a rallié à sa personne les comtes de Vermandois, de Rethel, de Soissons, de Roucy et de Troyes. Le puissant comte Eudes Ier de Blois semble prêt à basculer du côté du Carolingien, comme l'atteste sa passivité dans le conflit naissant. Ce sont les évêques qui sauvent alors la jeune royauté capétienne : aucun d'entre eux ne soutient Charles, empêchant son sacre.
Durant dix mois, de septembre 989 à juin 990, les adversaires s'observent sans rien entreprendre. Arnoul reconnaît Charles au printemps 990, après avoir fait croire qu'il a été contraint de livrer Reims. Hugues Capet tente alors d'obtenir du Pape la déposition d'Arnoul. Charles a envoyé un ambassadeur en la personne du comte Herbert de Troyes et celui-ci remet de la part de Charles de précieux cadeaux au Pape (dont un cheval blanc) qui refuse la demande d'Hugues. Au printemps 990, alors que l'armée d'Hugues Capet s'apprête à engager une nouvelle fois le siège de Reims, Charles décide d'affronter directement son adversaire. Cependant, aucun combat n'a lieu.

#### Capture de Charles
La lutte entre Hugues Capet et Charles est résolue par une ruse d'Adalbéron de Laon. Celui-ci fait croire à Charles qu'il rejoint son camp. Le jour du Dimanche des Rameaux 29 mars ou le jour du Jeudi saint 2 avril 991, après avoir juré sa fidélité à Charles, il profite du sommeil de ce dernier pour faire pénétrer dans son logis ses partisans armés qui se saisissent de ce dernier alors dans son lit ainsi que de sa femme et de ses enfants. Hugues Capet le fait enfermer à Orléans, où il serait mort peu après.

## Sépulture

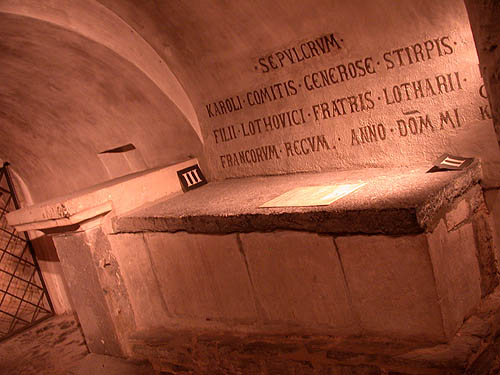
Sépulture de Charles dans la basilique Saint-Servais à Maastricht.

En 1666, la sépulture de Charles est retrouvée dans la basilique Saint-Servais à Maastricht aux Pays-Bas. Il semble que sa dépouille y ait été inhumée seulement en 1001, ce qui conduit certains auteurs à considérer qu'il est mort à cette date.

## Mariage et descendance
D'après Christian Settipani, il épouse en premières noces vers 970 une fille de Robert de Vermandois, comte de Meaux et de Troyes, dont il a :
- Otton (né en 970, mort en 1012), duc de Basse-Lotharingie.

Il se remarie vers 975 avec une Adélaïde, d'origine obscure car fille d'un vassal d'Hugues Capet. De ce second mariage, il a :
- Adélaïde ;
- Gerberge, comtesse de Bruxelles, mariée à Lambert Ier, comte de Louvain, ancêtre des ducs de Brabant ;
- Louis, qui est emprisonné avec son père à Orléans. En 993, il semble avoir été libéré et Eudes Ier de Blois a envisagé de le faire monter sur le trône franc[26]. Selon Karl-Ferdinand Werner, il fut simple comte dans l'Empire et mourut moine à Saint-Pierre-le-Vif (Sens) vers 1023, laissant à ce monastère sa villa d'Ariscurt et un pallium, sans doute un précieux souvenir de ses origines royales[27],[28] ;
- Charles, né en 989, et mort jeune. Il put échapper à la captivité et fut peut-être confié aux soins de son frère aîné Otton[29] ;
- Ermengarde, épouse d'Albert Ier de Namur,  (selon Christian Settipani et Hervé Pinoteau, cette dernière serait la fille d'Otton[30],[31]).

Une troisième épouse lui serait également attribuée : il s'agit de Bonne d'Ardennes, fille de Godefroi le Captif, comte de Verdun, et de Mathilde de Saxe (morte en 1008).
Louis VIII est le premier roi de France descendant de Charles de Basse-Lotharingie et unissant en lui le sang d'Hugues Capet et celui de son compétiteur. En effet, si toutes les épouses des rois capétiens, à l'exception d'Anne de Kiev, descendaient de Charlemagne,,, Isabelle de Hainaut, épouse de Philippe Auguste, descendait du duc Charles de Basse-Lotharingie par ses deux parents. Ce double rattachement au dernier prétendant carolingien permit à certains auteurs médiévaux comme Gilles de Paris de mettre en avant le thème du retour de la royauté à la dynastie carolingienne avec son fils Louis VIII. C'est d'ailleurs à partir de Louis VIII que le prénom Charles fut couramment utilisé par les Capétiens.

## L'historiographie et Charles
Dans les premières années ayant suivi la défaite de Charles, les sources laissent penser que la perte du trône par les Carolingiens n'a plus suscité de débats. Ainsi, Aimoin de Fleury reste très laconique sur le sujet : il mentionne simplement que Charles, « vieilli dans les affaires privées » ne pouvait plus être considéré comme un personnage public susceptible de régner.
Cependant, entre 1015 et 1030, l'Historia Francorum Senonensis, une petite chronique écrite à Sens par un personnage hostile à la dynastie capétienne donne une image positive de Charles et affirme l'injustice de son sort : si Charles ne put faire valoir ses droits après avoir pris Laon et Reims, c'est parce que l'évêque de Laon, Adalabéron, surnommé Ascelin, s'empara une nuit du Carolingien, à qui il avait pourtant promis fidélité, et le livra à Hugues Capet en même temps que Laon ; mais l'Historia Francorum Senonensis falsifie l'histoire en prétendant que Charles était le frère de Louis V et non son oncle, procédé habile car à l'époque un oncle est évincé de la succession de son neveu, alors qu'un frère a des droits intangibles ; elle présente Charles comme un roi, alors qu'il ne put recevoir le sacre. Bien que non fiable, l'Historia Francorum Senonensis fut largement diffusée dans le nord du royaume, y compris dans les abbayes les plus proches de la dynastie capétienne. Cette thèse faisant de Charles le frère de Louis V se retrouve chez le moine anglais Orderic Vital et les moines de Saint-Denis à l'époque de Suger sous les règnes de Louis VI et Louis VII.

## La fondation de Bruxelles et Charles

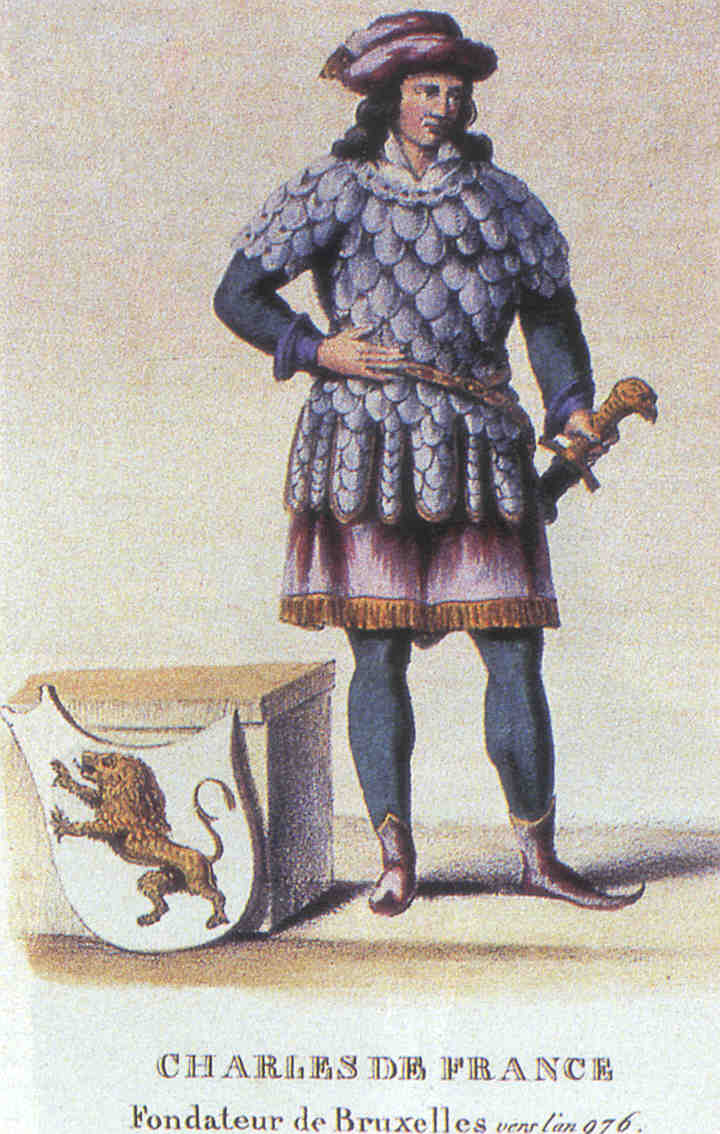
Charles de France, duc de Basse-Lotharingie, avec la légende Fondateur de Bruxelles, lithographie datant de 1850, reflétant l'opinion de la plupart des historiens de cette époque.

Certains historiens placent la date de fondation de Bruxelles en 979, mais aucune source écrite, sinon ultérieure, ou archéologique n'a permis à ce jour de corroborer cette date. Une source assez tardive, notamment un poème en vers thiois du XIVe / XVe siècle, suggère que le duc Charles possédait (ou fréquentait) la chapelle de Saint-Géry. L'historien Jean-Baptiste Gramaye (1579-1635) a interprété cette phrase : selon lui, il y avait eu jadis à Bruxelles un castrum avec une chapelle castrale sur l'île de Saint-Géry. Parce qu'aucune source contemporaine ne mentionne ce castrum, et à défaut de fouilles archéologiques, cette interprétation doit être envisagée avec réserve.